# Foxtrot (film, 1976)
Pour les articles homonymes, voir Foxtrot.
Foxtrot est un film dramatique britannico-mexicain réalisé par Arturo Ripstein et sorti en 1976.

## Fiche technique
- Réalisation : Arturo Ripstein
- Date de sortie : 1976

## Distribution
- Peter O'Toole : Liviu
- Charlotte Rampling : Julia
- Max von Sydow : Larsen
- Jorge Luke : Eusebio
- Helena Rojo : Alexandra
- Claudio Brook : Paul
- Max Kerlow : le capitaine
- Christa Walter : Gertrude
- Mario Castillón Bracho : le marin
- Anne Porterfield : Marianna

## Autour du film
- Le film est ressorti en 1977 sous le titre The Other Side of Paradise